# Karel Kuneš ml.
Karel Kuneš (12. prosince 1920, Domažlice – 27. prosince 1997, Karlovy Vary) byl český akademický sochař, modelér keramiky a malíř působící v Domažlicích a Karlových Varech.

## Život

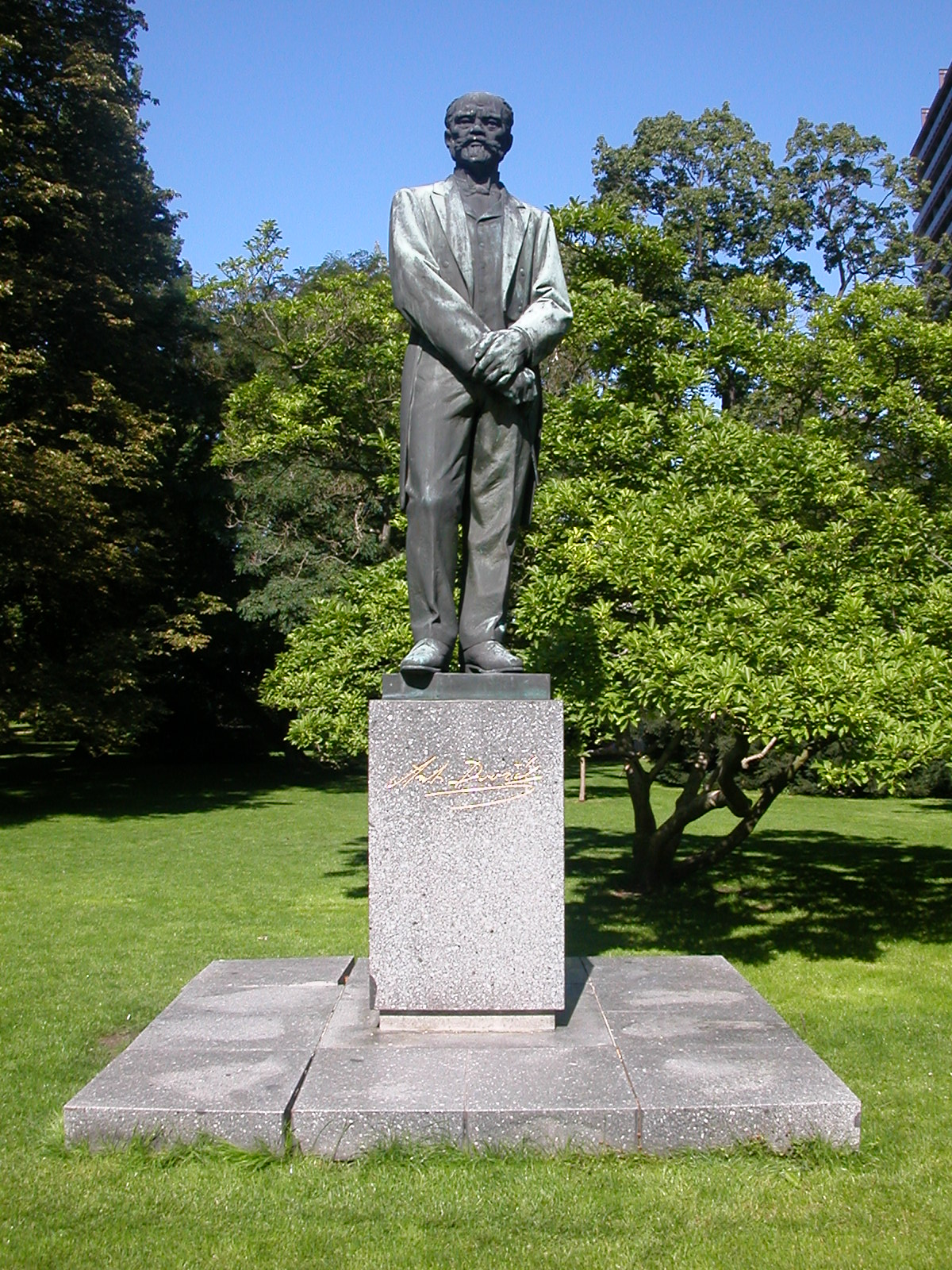
Pomník Antonína Dvořáka ve Dvořákových sadech v Karlových Varech

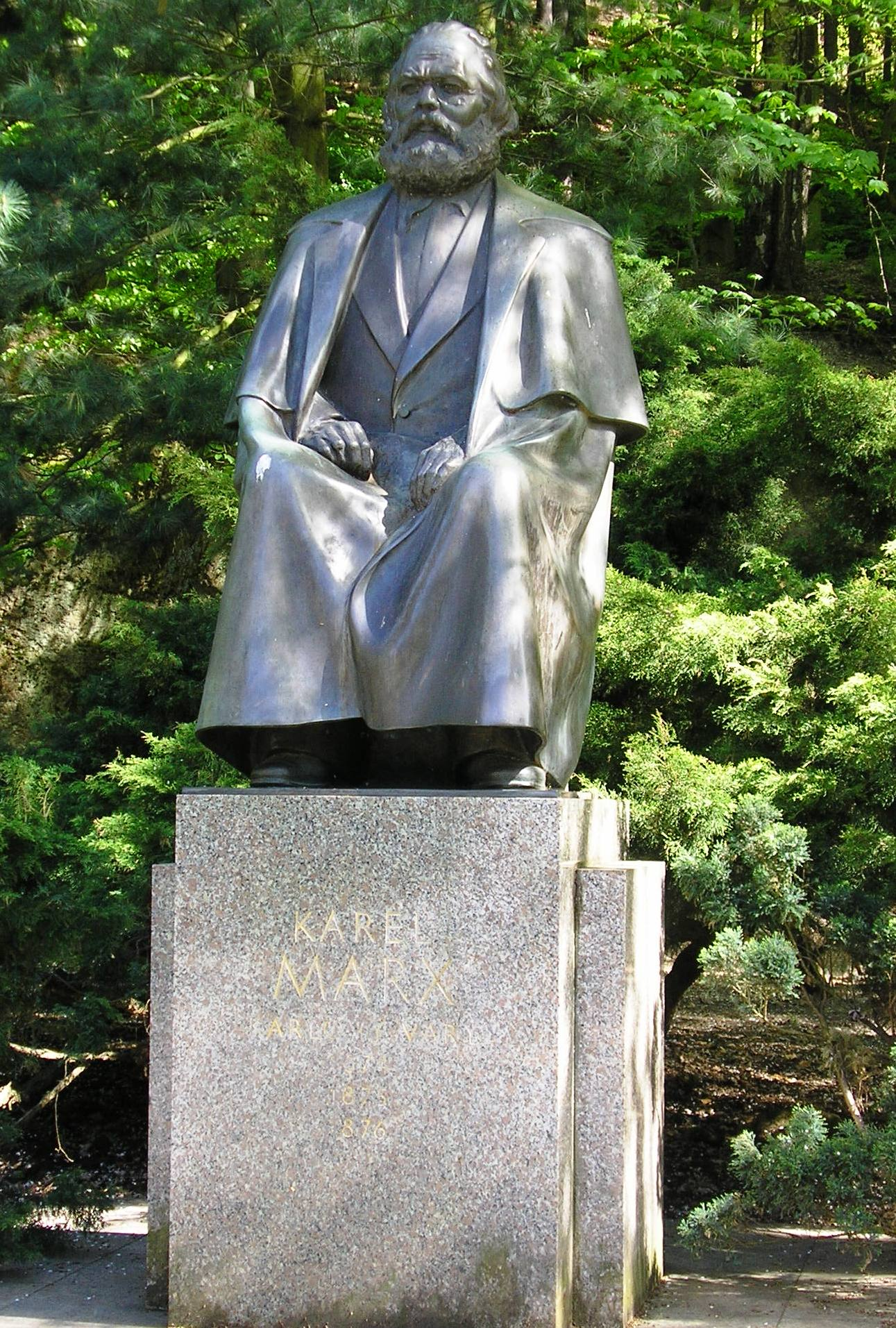
Pomník Karla Marxe v Karlových Varech

Narodil se 12. prosince 1920 v Domažlicích do rodiny Karla Kuneše st., amatérského výtvarníka – malíře a grafika – a externího učitele učňovských škol v Domažlicích. V letech 1942–1945 studoval Školu umění ve Zlíně u profesora Vincence Makovského. Po válce v letech 1945–1949 Akademii výtvarných umění vystudoval monumentální sochařství u profesora Karla Pokorného. Byl členem Svazu českých výtvarných umělců (SČVU) a KSČ. 
Většinu svého života působil v Domažlicích a v Karlových Varech, věnoval se především angažované tvorbě, pomníkům, bustám a reliéfům pro veřejný prostor, ve stylu socialistického realismu. 
Zemřel 27. prosince 1997 v Karlových Varech, pohřben je v Domažlicích.

## Tvorba
Výběr z tvorby:
- 1949 – Chlapec s letadlem I – školní práce ze studií; volná socha v Karlových Varech – Staré Roli při křižovatce ulic Závodu míru a Javorová (odstraněno)
- 1949 model, 1956 osazeno – Chlapec s letadlem II – bronz; volná socha v Kraslicích, přemístěna na zahradu soukromého domu v Bublavě, poškozena (natřena barvou)
- 1950 – Jáchymovští vrtači – reliéf ve foyer kina Hornického domu v Jáchymově, patinovaná sádra
- 1951 model, 1952 realizace – pomník II. odboje ve Kdyni – pomník obětem druhé světové války, pískovec, sokl beton; Kdyně, náměstí
- 1952 model, 1954 realizace – pomník J. V. Stalina – vápenec; Karlovy Vary – Rybáře, Sokolovská ulice, před budovou bývalého ONV (odstraněno); s modelem získal autor v roce 1952 I. cenu v celostátní soutěži
- 1956 busta Karla Marxe, 1957 odhalení  – busta v nadživotní velikosti, bronz; Karlovy Vary, původně u Vřídla, pak Malé Versailles, (odstraněno)
- 1956 – luneta s dětskými motivy na základní škole – umělý kámen; Horní Slavkov, 1. základní škola, Nádražní 683
- 1957 – Tanec – reliéf na vstupní bráně letního kina, umělý kámen; Karlovy Vary, Slovenská 2003
- 1958 – Busta Vítězslava Nezvala, bronz; pro Městské divadlo Karlovy Vary, tehdy přejmenované na Divadlo Vítězslava Nezvala; nyní v nice na schodišti Divadla Husovka, Karlovy Vary, rytá signatura "k Kunes"
- 1959 první skica, 1960 realizace – Rodina – volná socha, pískovec; Ostrov nad Ohří, areál nemocnice
- 1960 – dekorativní mříž – umělý barvený kámen; Ostrov nad Ohří, vstupní vestibul nemocnice
- 1960 – pět reliéfů se školními motivy – na průčelí základní školy R. Koblice; Kadaň, Pionýrů 1102
- 1961 – pamětní deska Karla Marxe na domě, kde pobýval – bronz, na jistý čas odstraněno, v roce 2015 opět na původním místě; Karlovy Vary, Zámecký vrch 41, hotel Olympic
- 1963 vytvoření, osazení mezi 1969 a 1970 – Sedící akt – volná socha, trachyt; Sokolov, sídliště
- 1964 – pamětní deska na pobyt Jiřího z Poděbrad – trachyt; Cheb, nám. Jiřího z Poděbrad, dům 475/30
- 1965(?) – sportovní motivy – reliéfy, umělý kámen; pro vstupní bránu stadionu Slavie Karlovy Vary
- 1966 – tři dekorativní panely – umělý kámen; Karlovy Vary, Sokolovská, dům 700/47
- 1967 – Ležící akt – volná socha, trachyt; před vstupem do budovy SOŠ pedagogické v Karlových Varech
- 1967, odhaleno 8. března 1968, cca 1974 přemístěno – Mateřství – volná socha, trachyt; Karlovy Vary, původně v Dvořákových sadech, později přemístěna na Palackého náměstí
- 1968 – Sluneční hodiny – plastika, trachyt; v Rovné u Sokolova (poškozeno)
- 1970 model, 1970 realizace – pamětní deska se dvěma medailony k 1000. výročí založení Domažlic – bronz; Domažlice, Muzeum Chodska (Chodský hrad)
- 1970 – Ležící akt – volná socha, bronz; v zahradě vily Charlotte v Karlových Varech
- 1970 – pamětní deska Karla Jaromíra Erbena – bronzová busta na konzole nad mramorovou deskou; Domažlice, náměstí Míru 136, podloubí bývalého děkanství
- 1973 – náhrobek s bustou malíře a grafika Karla Kuneše st. a reliéfním medailonem sochaře Karla Kuneše ml. – náhrobek červená žula, busta hadec, autor reliéfu K. Kuneše ml. je Jiří Prádler, rok 1988, osazen 1997; Domažlice, hřbitov
- 1974 – Pomník Antonína Dvořáka – socha bronz, podstavec žula; Karlovy Vary, Dvořákovy sady
- 1975 Pomník Karla Marxe – sedící postava, bronz, na žulovém soklu; Karlovy Vary – poblíž muzea, nyní Zámecký vrch, u lesa
- 1976 – Pomník Jindřicha Jindřicha – busta bronz, sokl žula; před budovou Muzea Jindřicha Jindřicha, Domažlice
- 1976 – Hudba – bronz, po roce 1989 ukradena; Karlovy Vary – Drahovice, hřbitov
- 1978, odhaleno 1982 – pomník Julia Fučíka – bronz; Karlovy Vary – Drahovice, dříve před budovou Domova mládeže v areálu SOŠ pedagogické, Lidická 40
- 1979 první maketa, 1981 realizace v bronzu, odhalení až 15. dubna 1986 – pomník Benedikta Rejta – spolupráce s architektem Vladimírem Urbancem; Louny, náměstí Benedikta Rejta
- 1982 – pamětní deska lékaře Josefa Pelnáře – jednoduchá deska s nápisem, bronz; Domažlice
- 1982 – náhrobek Václava Korcána s portrétní bustou – bronz, sokl kámen; Stod, hřbitov
- 1983 model, 1984 odhalení – pamětní deska Aloise Jiráska s bustou, bronz; Domažlice, náměstí Míru 66
- 1984 – busta Václava Talicha – ve foyer Velkého divadla; Plzeň
- 1984 první skica, 1985 model, 1986 odlito (signatura), 1988 osazeno – pomník Karla Marxe – bronz, s architektem Marcelem Šulcem; Karlovy Vary, Zámecký vrch, ul. Petra Velikého
- 1989 – pamětní socha připomínající vybudování závodu TESLA – hořický pískovec, liberecká žula, s architektem Marcelem Šulcem; Ostrov nad Ohří, Hroznětínská 1344, dříve před závodem Tesla (později KE Ostrov – Elektrik s. r. o.)
- 1991 – pamětní kámen s motivem skautské lilie – hadec; Karlovy Vary, Dvořákovy sady
- 2008 – 1973 busta, 2008 instalováno, odhaleno 21. června 2008 – pomník Antonína Dvořáka – bronz; Nový Jičín, park za Beskydským divadlem
- 2014 – busta Václava Talicha – bronz, druhý odlitek jako ve foyer Velkého divadla v Plzni; tento v Muzeu Českého krasu v Berouně, Husovo nám. 88/16

## Samostatné výstavy
Samostatné výstavy:
- 1959 – Výstava akvarelů malíře Karla Kuneše st. a plastik akad. sochaře Karla Kuneše ml.; výstavní síň Chodský hrad, Muzeum Chodska, Domažlice
- 1960 – Kuneš sochy – Werner obrazy; Krásná královna Karlovy Vary
- 1964–1965 – F. Jelínek, K. Kuneš, V. Radechovský; Letohrádek Ostrov nad Ohří, Galerie umění Karlovy Vary
- 1970 – Karel Kuneš; plastiky k 50. narozeninám; Galerie umění Karlovy Vary; ZG Plzeň; Muzeum Chodska Domažlice
- 1978 – Karel Kuneš; portréty malířů Karlovarska; Galerie umění Karlovy Vary
- 1979 – Karel Kuneš; portréty malířů Karlovarska; Galerie Červené srdce, Plzeň
- 1984 – Karel Kuneš a Břetislav Werner; Galerie umění Karlovy Vary
- 1984 – Karel Kuneš a Břetislav Werner; Západočeská galerie v Plzni
- 1987 – Karel Kuneš a Zdeněk Hybler; Dům umění Gottwaldov (Zlín)
- 2001 – Dvě generace K. Kuneš malíř a grafik a akad. sochař K. Kuneš; Muzeum Chodska Domažlice

## Skupinové výstavy
Skupinové výstavy:
- 1944 – Výstava Školy umění; Škola umění Zlín, II. ročník
- 1949 – Výstava československého lehkého průmyslu USA – NEW YORK
- 1951–1952 – Výtvarná úroda 1951; Mánes a Umělecká beseda na Slovanském ostrově Praha
- 1955 – Karlovarští výtvarníci k 10. výročí osvobození ČSR; Galerie umění Karlovy Vary
- 1955 – III. přehlídka československého výtvarného umění; Jízdárna Pražského hradu a VS Mánes, Praha
- 1955 – Výstava soch a obrazů k měsíci ČSSP; Galerie umění Karlovy Vary
- 1956 – Výstava karlovarských výtvarníků; Galerie umění Karlovy Vary
- 1957 – Společná výstava plzeňských a karlovarských výtvarníků 1957; Galerie umění Karlovy Vary
- 1959 – Členská výstava 1959; Galerie umění a Krásná královna Karlovy Vary
- 1959–1960 – IV.ČSSPpřehlídka československého výtvarného umění; Jízdárna Pražského Hradu a VS Mánes, Praha
- 1960 – Členská výstava; Galerie umění Karlovy Vary
- 1960 – Výtvarníci Karlovarska; Galerie umění Karlovy Vary
- 1961 – Výstava výtvarníci ke 40. výročí založení KSČ; Galerie umění Karlovy Vary
- 1961 – Karlovarský salón 1961; Galerie umění Karlovy Vary
- 1962 – Členská výstava 1962; Galerie umění Karlovy Vary
- 1962–1963 – Členská výstava 1962; ZG Plzeň
- 1963 – Druhý karlovarský salón 1963; Galerie umění Karlovy Vary
- 1964 – Karlovarští výtvarníci 1964; Galerie umění Karlovy Vary
- 1965 – Karlovarští výtvarníci 1965; Galerie umění Karlovy Vary
- 1966 – Karlovarští výtvarníci 1966; Galerie umění Karlovy Vary
- 1967 – III. karlovarský salón; Galerie umění Karlovy Vary
- 1968 – Karlovarští výtvarníci v Sokolově; Výstavní síň Sokolov
- 1968–1969 – Trienále jihočeských, severočeských a západočeských výtvarných umělců; Galerie umění v Chebu
- 1969 – Karlovarští výtvarníci 1969; Galerie umění Karlovy Vary
- 1970 – 25 let výtvarného umění Karlovarska; Galerie umění Karlovy Vary
- 1971 – Výtvarné práce Karlovarska 1971; Galerie umění Karlovy Vary
- 1972 – IV. karlovarský salón; Galerie umění Karlovy Vary
- 1973–1974 – Výstava krajské organizace SČVU Západočeský kraj; GU Karlovy Vary
- 1973 – Výstava západočeských výtvarných umělců; Gera, NDR
- 1975 – Česká soudobá medaile; Galerie výtvarného umění Cheb
- 1975 – Družební výstava umění Gera, NDR
- 1975 – Výstava čs. výtvarného umění; Moskva, SSSR
- 1975 – Mezinárodní výstava medaile FIDEM; Krakov
- 1975 – Západočeští výtvarníci k 30. výročí osvobození; Galerie výtvarného umění Cheb, ZG Plzeň, GU Karlovy Vary
- 1976 – Západočeští výtvarní umělci k 55. výročí založení KSČ; Galerie umění Karlovy Vary
- 1978 – Západočeští výtvarní umělci, VS Masné krámy, ZG Plzeň
- 1977 – Výtvarní umělci Západočeského kraje; VS Mánes, Praha
- 1980 – Členská mezinárodní družební výstava k 35. výročí osvobození; Galerie umění Karlovy Vary a ZG Plzeň
- 1981–1982 – Karlovarští výtvarníci k 60. výročí KSČ; Galerie umění Karlovy Vary
- 1983 – Výstava volného umění k 35. výročí Února; Galerie umění Karlovy Vary; Výstavní síň Masné krámy, ZG Plzeň
- 1983 – IV. výstava profesorů a žáků Školy umění ve Zlíně; Galerie umění v Gottwaldově (Zlín)
- 1984 – Karel Pokorný a jeho škola; Královský letohrádek, Národní galerie Praha
- 1985 – Členská družební výstava ke 40. výročí osvobození; Galerie umění Karlovy Vary; ZG Plzeň
- 1988 – Západočeští výtvarní umělci; VS Mánes, Praha

## Ocenění
Ocenění Karla Kuneše:
- 1952 – I. cena v celostátní soutěži za model pro pomník J. V. Stalina, pomník realizován v roce 1954 v Karlových Varech
- 1979 – získal titul „zasloužilý umělec“

## Zastoupení ve sbírkách
Některá díla Karla Kuneše jsou ve sbírkách:
- Galerie umění Valašské Meziříčí
- Galerie výtvarného umění v Chebu
- Muzeum Sztuki Medalierskiej, Wrocław
- Národní galerie Praha
- Galerie Klatovy / Klenová
- Západočeská galerie v Plzni
- Galerie umění Karlovy Vary
- Muzeum Českého krasu v Berouně